# Puente Rainha D. Amélia
El Puente Rainha D. Amélia, también conocido por Ponte D. Amélia, es un antiguo puente ferroviario portugués, que fue convertido para uso de transporte. Inaugurado el 14 de enero de 1904, fue sustituido, en 2001, por el Nuevo Puente D. Amelia.

## Características
Su nombre es en homenaje a la Reina D. Amelia.
Las piezas metálicas del puente fueron hechas por la fábrica Fille Lilles, que también construyó los puentes de Muge y de Vala da Azambuja; La construcción de las obras fue supervisionada por el ingeniero Audouard, que tenía una buena reputación en este tipo de proyectos.
El proyecto original, fechado de 1901, describe el puente como asentado sobre 13 pilares y 2 arcos, formando 14 vanos de 60 metros, totalizando 840 metros.
El contraviento fue previsto inferior y horizontal; y la sobrecarga utilizada se basó en el peso de una locomotora y su tender respectivo. El coeficiente de resistencia para los banzos fue calculado en 9, y, para las rotondas y carlingas, 7,5; El coeficiente de trabajo adoptado al lanzamiento fue 9. El cálculo de los momentos de flexión fue efectuado según el método de Clapeyron; la curva involutoria de los máximos momentos, fue determinada por la construcción de las parábolas de los momentos, las secciones transversales de las madres y sus respectivos momentos de inércia y módulos de resistencia. La viga fue verificada por el proceso del ingeniero Xavier Cordeiro.

### Pilares y arcos
Los pilares, fundidos con aire comprimido, con cajones de hierro rellenados con hormigón hidráulico compuesto por piedra caliza de la quinta SubSierra, de Alhandra, deberían tener 10 metros por encima del agua, de forma que excediese los niveles reportados en los desbordes de 1876, que hicieron a las aguas subir cerca de 5 metros.

## Historia

### Planificación, construcción e inauguración
Esta estructura vino a sustituir un puente de carácter provisional, de metal y madera, que había sido construido aprovechando obras de un antiguo puente de la Línea del Norte, sobre el Río Vouga.
Fue esbozado por el ingeniero António de Vasconcellos Porto en 1901, habiéndose instalado, en julio de 1902, la primera estaca, como acto ceremonial para el inicio de la construcción de este puente; a finales de ese año, las piezas para el primer tramo ya se encontraban camino de Lisboa, provenientes de las oficinas de la sociedad Fille Lilles, y, a comienzos del año siguiente, el quinto pilar ya había sido instalado por la respectiva constructora del puente. En abril, ya habían sido colocados 8 pilares, y montadas 3 secciones del tablero; y, en septiembre, ya se preveía que el puente estaría concluido en noviembre de ese año. En octubre, ya tenían sido instalados los tramos 11º y 12º, encontrándose en construcción los dos siguientes, y, en el mes siguiente, ya había sido instalada la vía desde el puente hasta la Estación de Vendas Novas. En diciembre, ya se habían iniciado las inspecciones de vía en toda la Línea de Vendas Novas, con la previsión de la apertura al servicio el 1 de enero.
Su inauguración tuvo lugar el 14 de enero de 1904, por D. Carlos I, con la apertura de la Línea de Vendas Novas, entre Setil, en la Línea del Norte, y Vendas Novas, en la Línea del Alentejo. El autor fue elogiado por el Consejo Técnico de Obras Públicas, debido a la perfección con que elaboró este proyecto. El Puente Reina D. Amelia poseía, en el momento de su construcción, el título de puente ferroviario más extenso de la península ibérica.

### Adaptación para uso de transporte
Después de la construcción en 2001 de un nuevo puente ferroviario, que lo sustituyó, el Puente Reina D. Amelia fue objetivo de obras, y reconvertido para tráfico de automóviles y peatonal, uniendo de este modo, Muge, en el ayuntamiento de Salvaterra de Magos, y Porto de Muge, en el ayuntamiento de Cartaxo.